# Yalçın Ertuna
Yalçın Ertuna (* 1942 in Istanbul) ist ein ehemaliger türkischer Konteradmiral, der unter anderem zwischen 1998 und 2002 Oberkommandierender der Küstenwache (Türk Sahil Güvenlik Komutanlığı) war.

## Leben
Ertuna trat nach dem Schulbesuch 1958 in die Seekadettenanstalt (Deniz Lisesi) ein und absolvierte danach eine Offiziersausbildung an der Marineschule (Deniz Harp Okulu), die er 1963 mit der Beförderung zum Unterleutnant (Asteğmen) abschloss. Nachdem er einen Lehrgang in den Fächern Elektrik und Elektronik abgeschlossen hatte, wurde er zum Leutnant zur See (Teğmen) befördert und fand Verwendung auf verschiedenen Schiffen sowie Kommandostellen der Marine (Türk Deniz Kuvvetleri). Nach Abschluss eines U-Boot-Lehrgangs war er zwischen 1968 und 1974 als Offizier, Erster Offizier sowie zuletzt als Kommandant auf verschiedenen U-Booten eingesetzt. Nach Abschluss der Marineakademie (Deniz Harp Akademisi) folgten weitere Verwendungen als Offizier und Stabsoffizier wie zum Beispiel von 1983 bis 1985 als Planungsoffizier der Logistikabteilung im Generalstab der Türkei sowie anschließend zwischen 1985 und 1988 als Militärattaché an der Botschaft in Japan. Nach seiner Rückkehr in die Türkei fungierte er zwischen 1988 und 1990 als Kommodore der 3. U-Boot-Flottille und im Anschluss von 1990 bis 1992 als Kommandant der Marineunteroffiziersschule (Deniz Astsubay Hazırlama Okulu) sowie zeitgleich als Kommandant der Seekadettenanstalt.
Am 30. August 1992 wurde Ertuna zum Flottillenadmiral (Tuğamiral) befördert und übernahm zunächst zwischen 1992 und 1993 den Posten als Leiter der Unterabteilung Planung und Grundsatzfragen im Verteidigungsministerium (Türkiye Cumhuriyeti Millî Savunma Bakanlığı), ehe er anschließend von 1993 bis 1995 Befehlshaber der U-Boot-Flotte (Denizaltı Filosu Komutanlığı) war. Nach einer anschließenden Verwendung zwischen 1995 und 1997 als Kommandant des Marinestützpunktes Gölcük (Gölcük Ana Üs Komutanlığı) fungierte er von 1997 bis 1998 als Kommandeur der Dardanellen-Marineverbände (Çanakkale Boğaz Komutanlığı) im Marinestützpunkt in Nara in der Provinz Çanakkale, einer zum Marine-Regionalkommando Nord (Kuzey Deniz Saha Komutanlığı) gehörenden Einheit. 
Zuletzt wurde Ertuna als Nachfolger von Konteradmiral Alper Çetin Tezeren am 19. August 1998 Oberkommandierender der Küstenwache (Türk Sahil Güvenlik Komutanlığı) und bekleidete diese Funktion bis zu seiner Ablösung durch Konteradmiral Engin Heper am 12. August 2002. Danach trat er am 30. August 2002 in den Ruhestand.     
Yalçın Ertuna, der mit Tülay Ertuna verheiratet und Vater eines Sohnes und einer Tochter ist, spricht neben Türkisch auch Englisch.